# Sinagoga Knesset Eliyahoo
La Sinagoga Knesset Eliyahoo, (en hebreu: בית הכנסת אליהו) és una sinagoga jueva ortodoxa, que està situada en el centre de Bombai, Índia. És la segona sinagoga sefardita més antiga de la ciutat. Aquest temple va ser establert en 1884 per Jacob Elias Sassoon, fill de Eliyahoo David Sassoon i el net de David Sassoon, aquest últim havia emigrat de Bagdad cap a l'Índia en 1832, a causa de la persecució i s'havia establert a Mumbai, ciutat llavors coneguda amb el nom de Bombai. El temple és mantingut pel Jacob Sassoon Trust. El significat de l'edifici s'atribueix a les seves tradicions jueves, així com a les influències colonials índies i angleses. El temple va ser dissenyat per la companyia d'arquitectura índia Gosling & Morris de Bombai. La part del soterrani de l'edifici va ser construïda en maçoneria de pedra i la superestructura va ser construïda en maçoneria de maons. La façana exterior de la sinagoga està pintada de color turquesa. El santuari a l'interior de l'edifici està dirigit cap a Jerusalem. Knesset Eliyahoo, és una sinagoga jueva ortodoxa, la segona més antiga sinagoga sefardita de l'Índia, i es troba a Bombai. L'hotel Taj Mahal Palace, i l'hotel Oberoi Trident estan a prop d'aquest indret.